# پرویز پورحسینی
پرویز پورحسینی منجیلی (۲۰ شهریور ۱۳۲۰ – ۷ آذر ۱۳۹۹) بازیگر اهل ایران بود. وی در سال ۱۳۴۸ وارد پردیس هنرهای زیبای دانشگاه تهران شد و از رشتهٔ بازیگری در سال ۱۳۵۴ دانش‌آموخته شد. او در کارهای کارگردانان نامداری چون پیتر بروک، بهرام بیضایی، علی حاتمی، حمید سمندریان، آربی اوانسیان، مسعود کیمیایی، داوود میرباقری، فریدون جیرانی، و امرالله احمدجو بازی کرده است.

## زندگی هنری
پرویز پورحسینی در ۲۰ شهریور ۱۳۲۰ در تهران زاده شد. در کودکی به‌واسطهٔ کارش در صحافی با کتاب و کتاب‌خوانی آشنا شد و به هنر و ادبیات گرایش پیدا کرد. او در ۱۲ سالگی پدرش را از دست داد و ناچار بود تا به سختی کار کند. پرویز پورحسینی در کنار کار، تحصیلش را هم در کلاس‌های شبانه، در مدرسهٔ خزالی ادامه داد. او از سال ۱۳۳۹ بازیگری را در کلاس‌های شبانهٔ اداره هنرهای دراماتیک آغاز کرد. پورحسینی در سال ۱۳۴۰، نمایش مرد گل بدهی را به کارگردانی حمید سمندریان در سازمان رادیو تلویزیون ملی ایران اجرا کرد.
پس از تشکیل گروه «پازارکاد»، نمایش‌هایی مانند شش شخصیت در جستجوی نویسنده، لئو کادیا، مرغ دریایی و آندورا را به اجرا گذاشت و در سال ۱۳۴۶، نمایش‌های حکومت زمان خان و استریپ تیز و کارول را در ادارهٔ تئاتر به صحنه برد.
پرویز پورحسینی در سال ۱۳۴۸ به دانشکدهٔ هنرهای زیبای دانشگاه تهران راه یافت و در رشتهٔ بازیگری به تحصیل پرداخت. او همزمان با ورود به دانشگاه، همکاری خود را با کارگاه نمایش آغاز کرد. نمایش‌های اودیپ، معلم من پای من، باغ آلبالو، ویس و رامین، انسان حیوان تقوا و جان نثار کالیگولا و اورگاست، حاصل این همکاری بودند. نمایش‌های شهر ما و نظاره مرگ نیز از همکاری‌های او با گروه تئاتر «پیاده» در آن سال‌ها بود. وی از سال ۱۳۵۵ تا پیش از انقلاب ۱۳۵۷ ایران، در نمایش‌هایی چون خاطرات و کابوس‌ها، شیون، استعاذه، و جنایت و مکافات به ایفای نقش پرداخت. او پس از انقلاب نیز با نمایش‌هایی مانند دکتر فاستوس، ماهان کوشیار، معمای ماهیار معمار، چراغ گاز، افسانه اندوه، شب یهودا و بازجویی به فعالیت‌های هنری خود ادامه داد. او در سال ۱۳۷۱ نیز نمایش یادگار سال‌ها شن را در تالار وحدت اجرا کرد.
پرویز پورحسینی در سریال‌های تلویزیونی نیز به ایفای نقش می‌پرداخت. مجموعه‌هایی مانند هزاردستان، ز هر کوی، روزی روزگاری، تصویر یک رؤیا، همسفر، شب دهم، مختارنامه از جمله آثار وی هستند.
او همچنین از سال ۱۳۵۱ در سینما نیز حضور داشت. جاده قدیم، قاتل اهلی، رستاخیز، کمیته مجازات، روز فرشته، رنو تهران - ۲۹، کشتی آنجلیکا، باشو، غریبه کوچک و کمال‌الملک از جمله کارهای او در سینمای ایران هستند. پرویز پورحسینی برای بازی در فیلم مریم مقدس به کارگردانی شهریار بحرانی، دیپلم افتخار جشنواره فیلم فجر را دریافت کرد و برای ایفای نقش در فیلم‌های اوینار به کارگردانی شهرام اسدی و طلسم به کارگردانی داریوش فرهنگ، کاندیدای بهترین بازیگر مرد از جشنواره فیلم فجر شد.

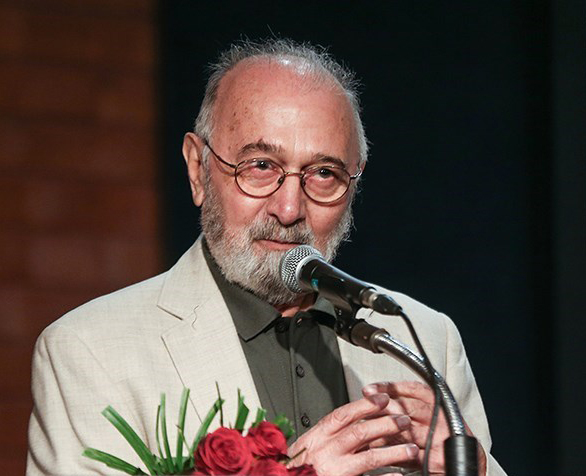
مراسم گرامیداشت پرویز پورحسینی ۱۶ شهریور ۱۳۹۷ خانه هنرمندان ایران

## زندگی شخصی
پرویز پورحسینی در سال ۱۳۷۴، همسر خود، ناهید ارسباران را که او نیز بازیگر بود، به دلیل ابتلا به سرطان از دست داد. فرزند وی، پورنگ پورحسینی می‌باشد.

## بیماری و درگذشت

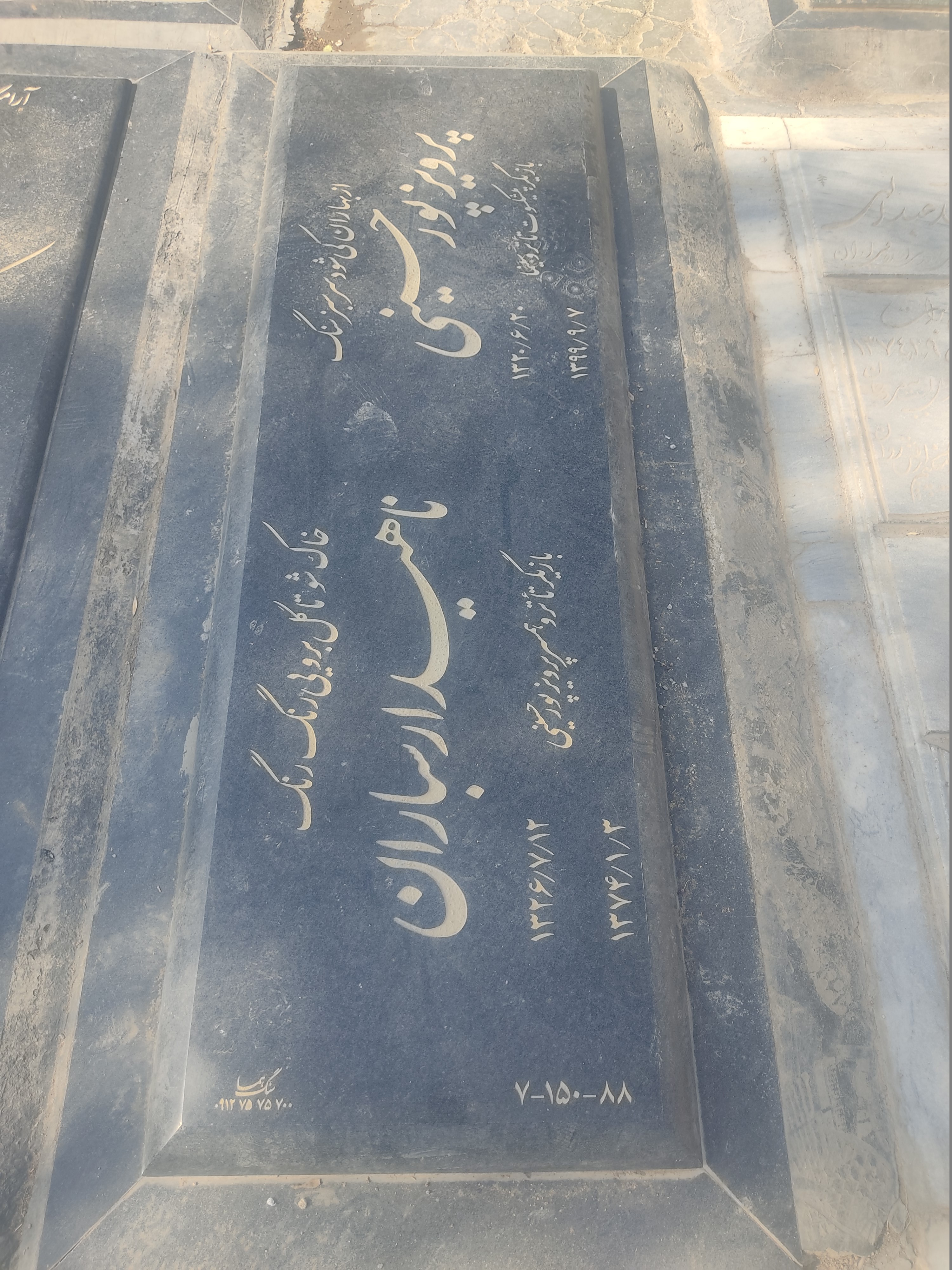
قبر پرویز پورحسینی و همسرش ناهید ارسباران در قطعه هنرمندان بهشت زهرا

در ۲۴ آبان ۱۳۹۹ اعلام شد که پرویز پورحسینی مبتلا به ویروس کرونا شده و در بخش مراقبت‌های ویژه بیمارستان بستری گردیده است.
. وی پس از چند روز مبارزه با بیماری، در نهایت در ۷ آذر ۱۳۹۹، در بیمارستان فیروزگر تهران، در سن ۷۹ سالگی درگذشت. پیکر پرویز پورحسینی، ۹ آذر ۱۳۹۹ در طبقهٔ بالایی آرامگاهِ همسرش ناهید ارسباران، در قطعهٔ هنرمندان بهشت زهرا به خاک سپرده شد.

## گزیدهٔ آثار

### فیلم‌های سینمایی
| سال  | عنوان                 | کارگردان               |
| ---- | --------------------- | ---------------------- |
| ۱۳۹۶ | جاده قدیم             | منیژه حکمت             |
| ۱۳۹۵ | خفگی                  | فریدون جیرانی          |
| ۱۳۹۵ | پشت دیوار سکوت        | مسعود جعفری جوزانی     |
| ۱۳۹۵ | صدای منو می‌شنوید؟     | صادق پروین آشتیانی     |
| ۱۳۹۵ | قاتل اهلی             | مسعود کیمیایی          |
| ۱۳۹۴ | صله سحر               | فرزین مهدی پور         |
| ۱۳۹۳ | دوران عاشقی           | علیرضا رئیسیان         |
| ۱۳۹۱ | رستاخیز               | احمدرضا درویش          |
| ۱۳۸۷ | سفر مرگ               | حسن آقاکریمی           |
| ۱۳۸۶ | خواب لیلا             | مهرداد میر فلاح        |
| ۱۳۸۴ | جای او دیگر خالی نیست | مهرداد خوشبخت          |
| ۱۳۷۹ | مریم مقدس             | شهریار بحرانی          |
| ۱۳۷۷ | کمیته مجازات          | علی حاتمی              |
| ۱۳۷۵ | حرفه‌ای                | اسماعیل فلاح پور       |
| ۱۳۷۵ | فصل پنجم              | رفیع پیتز              |
| ۱۳۷۴ | شیخ مفید              | فریبرز صالح سیروس مقدم |
| ۱۳۷۴ | عاشق فقیر             | حسینعلی لیالستانی      |
| ۱۳۷۲ | بلندی‌های صفر          | حسینعلی لیالستانی      |
| ۱۳۷۲ | روز فرشته             | بهروز افخمی            |
| ۱۳۷۰ | اوینار                | شهرام اسدی             |
| ۱۳۷۰ | دره شاپرک‌ها           | فریال بهزاد            |
| ۱۳۷۰ | راه و بیراه           | سیامک شایقی            |
| ۱۳۶۹ | چاووش                 | ساموئل خاچیکیان        |
| ۱۳۶۹ | رنو تهران - ۲۹        | سیامک شایقی            |
| ۱۳۶۸ | دو سرنوشت             | مهران تأییدی           |
| ۱۳۶۸ | راز کوکب              | کاظم معصومی            |
| ۱۳۶۷ | سفر عشق               | ابوالحسن داوودی        |
| ۱۳۶۷ | شب حادثه              | سیروس الوند            |
| ۱۳۶۷ | کشتی آنجلیکا          | محمد بزرگ نیا          |
| ۱۳۶۶ | ایستگاه               | یدالله صمدی            |
| ۱۳۶۶ | بهار در پاییز         | مهدی فخیم زاده         |
| ۱۳۶۵ | رابطه                 | پوران درخشنده          |
| ۱۳۶۵ | سراب                  | سعید اسدی حمید تمجیدی  |
| ۱۳۶۵ | طلسم                  | داریوش فرهنگ           |
| ۱۳۶۵ | میهمانی خصوصی         | حسن هدایت              |
| ۱۳۶۴ | باشو، غریبه کوچک      | بهرام بیضایی           |
| ۱۳۶۴ | خط پایان              | محمدعلی طالبی          |
| ۱۳۶۴ | مردی که موش شد        | احمد بخشی              |
| ۱۳۶۳ | گنج                   | محمدعلی سجادی          |
| ۱۳۶۲ | کمال‌الملک             | علی حاتمی              |
| ۱۳۵۱ | چشمه                  | آربی اوانسیان          |

### کوتاه
- سلندر
- گفتگو با باد

### مستند
- ۱۳۸۷ - عشق‌پرداز

### تئاتر
- ۱۳۷۶ - کارنامهٔ بندار بیدخش
- دهه چهل شمسی - شش شخصیت در جستجوی یک نویسنده - نوشتهٔ لوئیجی پیراندلو به کارگردانی پری صابری

### مجموعه نمایش خانگی
- عالیجناب (سام قریبیان، ۱۳۹۶)

### تلویزیون

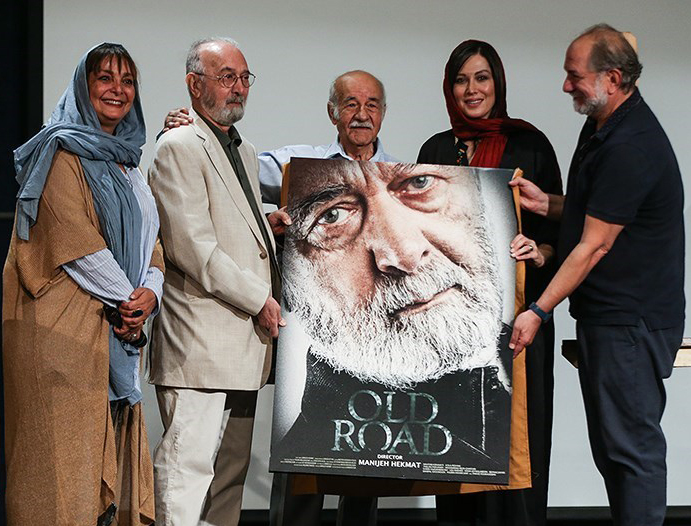
منیژه حکمت، پرویز پورحسینی، سعید پورصمیمی، مهتاب کرامتی و آتیلا پسیانی، مراسم گرامی‌داشت پرویز پورحسینی، ۱۶ شهریور ۱۳۹۷، خانهٔ هنرمندان ایران

| سال       | نام                                   | سمت           | کارگردان                            | توضیحات                                                            |
| --------- | ------------------------------------- | ------------- | ----------------------------------- | ------------------------------------------------------------------ |
| ۱۳۹۹      | بیگانه ای با من است (فصل اول)         | بازیگر        | احمد امینی                          | شبکه ۲                                                             |
| ۱۳۹۷      | تاریکی شب، روشنایی روز                | بازیگر        | حجت قاسم‌زاده اصل                    | شبکه ۲                                                             |
| ۱۳۹۷      | بچه مهندس ۲                           | بازیگر        | علی غفاری                           | شبکه ۲                                                             |
| ۱۳۹۷      | بچه مهندس ۱                           | بازیگر        | علی غفاری                           | شبکه ۲                                                             |
| ۱۳۹۶      | گمشدگان                               | بازیگر        | رضا کریمی                           | شبکه ۲                                                             |
| ۱۳۹۴      | میکائیل                               | بازیگر        | سیروس مقدم                          | شبکه ۱                                                             |
| ۱۳۹۳      | هفت سنگ                               | بازیگر        | علی‌رضا بذرافشان                     | شبکه ۳                                                             |
| ۱۳۹۲      | سرزمین مادری                          | بازیگر        | کمال تبریزی                         | شبکه ۳                                                             |
| ۱۳۹۱      | تله‌فیلم «نغمهٔ نوروز»                  | بازیگر        | سیدمحسن یوسفی                       | شبکه ۳                                                             |
| ۱۳۹۰      | شیدایی                                | بازیگر        | محمدمهدی عسگرپور                    | شبکه ۳                                                             |
| ۱۳۸۳–۱۳۸۹ | مختارنامه                             | بازیگر        | داود میرباقری                       | شبکه ۱                                                             |
| ۱۳۸۹      | تله‌فیلم «فرزند چهارم»                 | بازیگر        | شبنم عرفی‌نژاد                       |                                                                    |
| ۱۳۸۹      | تله‌فیلم «عصای پیری»                   | بازیگر        | رضا غفاری                           | شبکه ۱                                                             |
| ۱۳۸۷      | مثل هیچ‌کس                             | بازیگر        | عبدالحسین برزیده                    | شبکه ۲                                                             |
| ۱۳۸۷      | شب می‌گذرد                             | بازیگر        | راما قویدل                          |                                                                    |
| ۱۳۸۷      | تله‌فیلم «در همین نزدیکی»              | بازیگر        | راما قویدل                          | شبکه ۳                                                             |
| ۱۳۸۷      | سایه تنهایی                           | بازیگر        | بیژن شکرریز                         | شبکه ۱                                                             |
| ۱۳۸۷      | نشانی                                 | بازیگر        | رامبد جوان                          | شبکه ۲                                                             |
| ۱۳۸۶      | یک مشت پر عقاب                        | بازیگر        | اصغر هاشمی                          | شبکه ۳                                                             |
| ۱۳۸۶      | تله‌فیلم «یکی از همین روزها»           | بازیگر        | راما قویدل                          |                                                                    |
| ۱۳۸۶–۱۳۸۷ | بی‌گناهان                              | بازیگر        | احمد امینی                          | شبکه ۳                                                             |
| ۱۳۸۶–۱۳۸۷ | بیداری                                | بازیگر        | بهرام عظیم پور                      | در نقش «عمو رحمان»                                                 |
| ۱۳۸۴–۱۳۸۵ | اولین شب آرامش                        | بازیگر        | احمد امینی                          | شبکه ۳                                                             |
| ۱۳۸۲      | نذر                                   | بازیگر        | مهرداد خوشبخت                       | شبکه یک                                                            |
| ۱۳۸۲      | طلسم‌شدگان                             | بازیگر        | داریوش فرهنگ                        | شبکه ۵                                                             |
| ۱۳۸۲      | تله‌فیلم «هفتاد و سومین تن»            | بازیگر        | علی مؤذنی                           | شبکه ۲                                                             |
| ۱۳۸۱      | روزهای بیادماندنی                     | بازیگر        | همایون شهنواز                       | شبکه ۱                                                             |
| ۱۳۸۰      | باران عشق                             | بازیگر        | فریدون حسن‌پور احمد امینی            | شبکه ۵                                                             |
| ۱۳۸۰      | شب دهم                                | بازیگر        | حسن فتحی                            | شبکه ۱                                                             |
| ۱۳۷۹      | مریم مقدس                             | بازیگر        | شهریار بحرانی                       | شبکه ۲                                                             |
| ۱۳۷۹      | همسفر                                 | بازیگر        | قاسم جعفری                          | شبکه ۳                                                             |
| ۱۳۷۹      | تله‌تئاتر «به سوی دمشق»                | بازیگر        | حمید سمندریان                       | کارگردان تلویزیونی: ساسان امیرپور نویسنده: اگوست استریندبرگ        |
| ۱۳۷۸–۱۳۸۱ | روشن‌تر از خاموشی                      | بازیگر        | حسن فتحی                            |                                                                    |
| ۱۳۷۸      | استنطاق                               | بازیگر        | فرهاد مهندس‌پور                      | شبکه ۴ / کارگردان تلویزیونی: «ساسان امیرپور» نویسنده: «پیتر وایس»  |
| ۱۳۷۸      | روز ایپریت                            | بازیگر        | احمد امینی                          |                                                                    |
| ۱۳۷۷      | پزشکان                                | بازیگر        | مسعود کرامتی                        | شبکه ۳                                                             |
| ۱۳۷۷      | تله‌تئاتر «همه پسران من»               | بازیگر        | محمد رحمانیان                       | شبکه ۲ / نویسنده: آرتور میلر                                       |
| ۱۳۷۶      | تله‌تئاتر «خانه‌های اجاره‌ای»            | بازیگر        | محمد رحمانیان                       | شبکه ۲                                                             |
| ۱۳۷۶      | بافته‌های رنج                          | بازیگر        | مجید بهشتی                          | شبکه ۱                                                             |
| ۱۳۷۶      | تله‌تئاتر «قطار ارواح»                 | کارگردان هنری | رضا کرم‌رضایی                        | شبکه ۲ / کارگردان تلویزیونی: «قاسم شاکری» نویسنده: «آرنولد رایدلی» |
| ۱۳۷۶      | تله‌تئاتر «جان گابریل بورکمن»          | بازیگر        | حسن فتحی                            | نویسنده: هنریک ایبسن                                               |
| ۱۳۷۷–۱۳۷۵ | تصویر یک رؤیا                         | بازیگر        | احمد امینی                          | شبکه ۱                                                             |
| ۱۳۷۶–۱۳۷۵ | تهران ۱۱–۵۹۵ ج ۴۸                     | بازیگر        | مرضیه برومند                        | شبکه تهران                                                         |
| ۱۳۷۵      | دومین انفجار                          | بازیگر        | داریوش فرهنگ                        | شبکه ۱                                                             |
| ۱۳۷۵      | دلیران خلیج فارس                      | بازیگر        | مرتضی جعفری                         | شبکه ۱                                                             |
| ۱۳۷۴–۱۳۷۵ | جهان وارونه                           | بازیگر        | بهمن زرین‌پور                        | در نوروز ۱۳۷۵ از شبکه ۱ پخش شد.                                    |
| ۱۳۷۴      | یک داستان                             | بازیگر        | محمد رحمانیان                       | شبکه ۲                                                             |
| ۱۳۷۴–۱۳۸۰ | خورشید شب (شیخ مفید)                  | بازیگر        | فریبرز صالح سیروس مقدم              | شبکه ۲                                                             |
| ۱۳۷۴      | آشپزباشی و قبلهٔ عالم                  | بازیگر        | رسول نجفیان                         | شبکه ۲                                                             |
| ۱۳۷۴      | تله‌تئاتر «قاضی و رئیس دادگاه خانواده» | بازیگر        | منیژه محامدی                        | شبکه ۲ کارگردان تلویزیونی: «ناصر شوندی»                            |
| ۱۳۷۴      | تله‌تئاتر «خانهٔ عروسک»                 | بازیگر        | منیژه محامدی                        | شبکه ۲ کارگردان تلویزیونی: «ناصر شوندی»                            |
| ۱۳۷۳      | تله‌تئاتر «نظم»                        | بازیگر        | محمد رحمانیان                       | شبکه ۲                                                             |
| ۱۳۷۳      | تله‌تئاتر «پدرزن به سلمانی می‌رود»      | بازیگر        | محمد رحمانیان                       | شبکه ۲                                                             |
| ۱۳۷۲      | تاریخ روابط ایران و انگلیس            | بازیگر        | مرتضی جعفری                         |                                                                    |
| ۱۳۷۲      | سرزمین من و نقابداران                 | بازیگر        | مرتضی جعفری                         | شبکه ۱                                                             |
| ۱۳۷۱      | تابستانی سرشار از محبت                | بازیگر        | عباس رنجبر                          |                                                                    |
| ۱۳۷۱      | قافله این عمر                         | بازیگر        | مجید بهشتی                          |                                                                    |
| ۱۳۷۰–۱۳۷۱ | روزی روزگاری                          | بازیگر        | امرالله احمدجو                      | شبکه ۱                                                             |
| ۱۳۶۹      | تله‌تئاتر «عالیجناب داروغه»            | بازیگر        | اسماعیل خلج                         | شبکه ۱                                                             |
| ۱۳۶۹      | آلبوم خانوادگی                        | بازیگر        | محمد رحمانیان                       | شبکه ۱ / این مجموعه در آغاز، «واریته آمریکایی» نام داشت.           |
| ۱۳۶۹      | مهر و ماه                             | بازیگر        | حمید لبخنده                         | شبکه ۲                                                             |
| ۱۳۶۷      | تله‌تئاتر «شوق»                        | بازیگر        | مرتضی جعفری                         | شبکه ۱                                                             |
| ۱۳۶۶–۱۳۶۸ | با سلسله حکمت                         | بازیگر        | اکبر خواجویی سیروس مقدم مرتضی جعفری | شبکه ۱                                                             |
| ۱۳۶۶–۱۳۶۸ | این شرح بی‌نهایت                       | بازیگر        | اسماعیل خلج حمید حمزه               | شبکه ۱                                                             |
| ۱۳۶۳–۱۳۶۴ | امیرکبیر                              | بازیگر        | سعید نیک‌پور                         | شبکه ۱                                                             |
| ۱۳۶۴      | تله‌تئاتر «دکتر فاستوس»                | بازیگر        | ایرج راد                            | شبکه ۱                                                             |
| ۱۳۶۳      | تله‌تئاتر «آئینهٔ خیال»                 | بازیگر        | داود میرباقری                       |                                                                    |
| ۱۳۶۱      | ز هر کوی                              | بازیگر        | منصور کوشان                         |                                                                    |
| ۱۳۶۱      | تله‌تئاتر «ستارخان»                    | بازیگر        | جهانگیر الماسی                      | کارگردان تلویزیونی: مسعود فروتن                                    |
| ۱۳۶۱      | تله‌تئاتر «به دنبال سیمرغ»             | بازیگر        | منصور کوشان                         | کارگردان تلویزیونی: مهوش جزایری                                    |
| ۱۳۵۹      | تله‌تئاتر «شازده کوچولو»               | بازیگر        | مسعود رسام                          | شبکه ۱                                                             |
| ۱۳۵۸–۱۳۶۶ | هزاردستان                             | بازیگر        | علی حاتمی                           | شبکه ۱                                                             |
| ۱۳۵۰      | نمایش «ارگاست»                        | بازیگر        | پیتر بروک                           | جشن هنر شیراز                                                      |
| ۱۳۴۶      | تله‌تئاتر «امولوس گنگ»                 | بازیگر        | خانم لرتا                           | تلویزیون ملی ایران                                                 |
| ۱۳۴۶      | تله‌تئاتر «تلافی»                      | بازیگر        | خانم لرتا                           | تلویزیون ملی ایران                                                 |
| ۱۳۴۶      | تله‌تئاتر «ارزش زغال»                  | بازیگر        | خانم لرتا                           | تلویزیون ملی ایران                                                 |
| ۱۳۴۱      | تله‌تئاتر «تصادف»                      | بازیگر        | عباس یوسفیان                        | تلویزیون ملی ایران                                                 |
| ۱۳۴۱      | تله‌تئاتر «مرد گل بر دهن»              | بازیگر        | حمید سمندریان                       | تلویزیون ملی ایران                                                 |
| ۱۳۴۰      | تله‌تئاتر «منطقهٔ جنگی»                 | بازیگر        | عباس یوسفیان                        | تلویزیون ملی ایران                                                 |

## افتخارات

### نامزدی و دریافت جوایز
- کاندیدای بهترین بازیگر نقش دوم مرد برای فیلم طلسم از جشنوارهٔ فیلم فجر، ۱۳۶۵[۲۷]
- کاندیدای بهترین بازیگر نقش دوم مرد برای فیلم اوینار از جشنوارهٔ فیلم فجر، ۱۳۶۹[۲۸]
- دیپلم افتخار برای بازی در فیلم سینمایی و تلویزیونی مریم مقدس از جشنوارهٔ فیلم فجر، ۱۳۷۹[۲۹]
- جایزه بهترین بازیگر مرد برای تئاتر تلویزیونی قطار ارواح و مجموعه کارها از جشنوارهٔ سیما، ۱۳۸۰[۳۰]
- جایزه بهترین بازیگر مرد برای فیلم مریم مقدس از جشنوارهٔ حقیقت یزد، ۱۳۸۰[۳۱]
- جایزه بهترین بازیگر مرد برای نمایش تلویزیونی بسوی دمشق از جشنوارهٔ سیما، ۱۳۸۲[۳۰][۲۷]
- جایزه ویژهٔ هیئت داوران از هجدهمین جشن حافظ برای فیلم قاتل اهلی، ۱۳۹۷[۳۲]

### بزرگداشت‌ها
- شهریور ۱۳۹۴، مراسم بزرگداشت و تولد هفتاد و پنج سالگی پرویز پورحسینی در موزهٔ امام علی برگزار شد.[۳۳]
- شهریور ۱۳۹۷، مراسم رونمایی از پوستر فیلم جاده قدیم و تجلیل از پرویز پورحسینی در خانهٔ هنرمندان ایران برگزار شد.[۳۴]
- بهمن ۱۳۹۹، نکوداشت زنده یاد پرویز پورحسینی در سی و نهمین دوره جشنواره فیلم فجر

## یادداشت
1. ↑  تاریخ زادروزِ ثبت شده در وبسایت بهشت زهرا، ۳۱ مرداد ۱۳۲۰ است (در قسمت جستجو، نام و نام خانوادگی وارد شود)[۱] اما در بیشتر منابع، ۲۰ شهریور ۱۳۲۰ ذکر شده است.[۲]

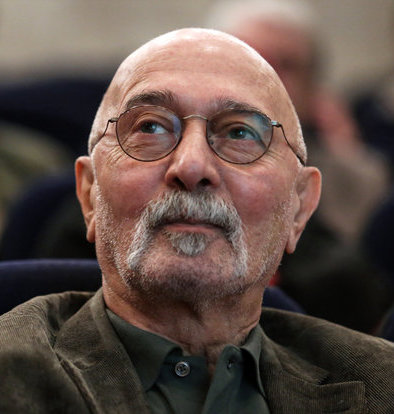
پرویز پورحسینی در همایش تقدیر بازیگران در سال ۱۳۹۷